# ダージリン・ティー

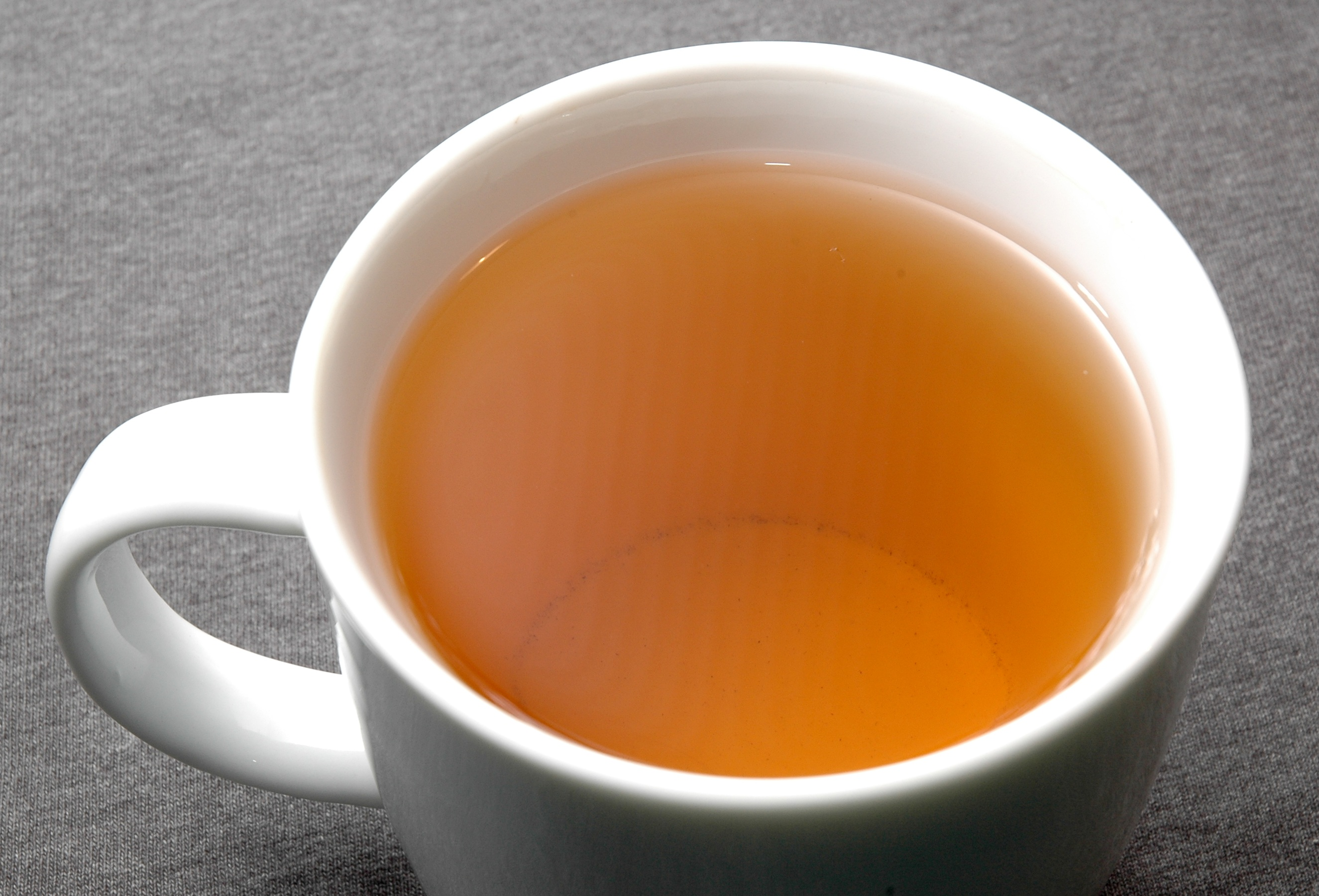
ファーストフラッシュのダージリン・ティー

ダージリン・ティーは、チャノキ Camellia sinensis (L.) Kuntze から作られる茶の一種であり、西ベンガル州のダージリン県およびカリンポン県で栽培・生産される。2004年からは「ダージリン・ティー」は地理的表示に登録され、ダージリンまたはカリンポンの特定地域で生産された茶以外は名乗ることができなくなっている。茶葉は紅茶に加工されることがほとんどであるが、茶園によっては緑茶や白茶、烏龍茶などに適した茶葉の生産を手掛けるようにもなった。
茶葉は、先端の葉2枚と新芽（一芯二葉）が摘まれる。3月から11月までが収穫期であり、4つの時期に区切られる。ファーストフラッシュ（春摘み）と呼ばれる最初の旬は、茶樹が冬の休眠を終えて育つ最初の数枚の茶葉から成る。できあがる紅茶はフローラルな香りと収斂味があり、白茶に仕立てるのにも向いている。セカンドフラッシュ（夏摘み）はヨコバイ類やハマキガ類の来襲の後に収穫されるが、これがマスカテルフレーバーという顕著な香りを生み出すもとになる。モンスーンフラッシュは温暖かつ湿潤な時期であり、茶葉は急速に成長するものの香りは弱いため、ブレンド用に使われることが多い。オータムナル（秋摘み）はセカンドフラッシュと似ているが、より柔和な味わいとなる。
茶樹が最初にダージリンに植えられたのは1800年代半ばのことである。当時のイギリスは中国以外の茶の供給源を探しており、インドのいくつかの地域を候補として茶の栽培を目論んでいた。中国から入手した分類学上の母変種にあたるチャノキだけではなく、インド東北部で発見されたばかりのアッサム変種 Camellia sinensis (L.) Kuntze  var. assamica (J.W.Mast.) Kitam. も植え付けられた、しかし高冷地においては母種のチャノキのほうが好適であった。イギリスは数多くの茶園を設立したが、労働者の多くはネパールやシッキムから集められたグルカ族やレプチャ人であった。インド独立後は、すべての茶園がインド内の企業に売却され、インドの法律の下で営業することとなった。その頃はダージリン・ティーの最も主要な取引国はイギリスからソビエト連邦に移っていた。その後、ダージリン・ティーがその特徴と品質により評判を高めていくにつれ、ますます西欧での引き合いが強くなっていった。多くの茶園が有機栽培やバイオダイナミック農法、フェアトレードの認証を取得しており、インド政府はダージリン・ティーの認証と世界的な振興を推進している。

## 歴史

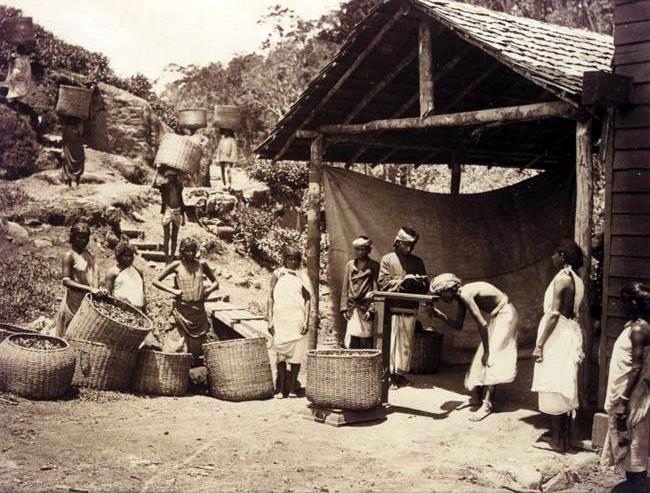
ダージリンの茶園で働く労働者の様子。1890年撮影。

茶樹が最初にダージリン地区に植え付けられたのは1841年のことである。アーチボルド・キャンベルは東インド会社で働いていたが、彼はカルカッタに駐在していたイギリス人のための避暑地として、森に覆われた人口希薄地帯である当地を避暑地として開発しようとした。当時、イギリスは中国以外の茶の供給地を探していたが、その頃になってチャノキの新変種がアッサムで発見されたほか、中国から種や苗木がひそかに持ち出されていた。中国産の母変種はサハーランプル植物園で栽培され、そこから他のヒマラヤ地域の植物園に伝播したが、これはキャンベルがナサニエル・ウォーリッチを経由してクマウンから取り寄せた種子によるものである。最初の植樹が成功するなか、キャンベルは1846年にルボンに移り何人かの住人とともに新たに母変種およびアッサム変種の植え付けを試みた。それから1年後、最初の試験的な茶園が1852年に3つ起業され、トゥクバー、スタインタール、アルバリに置かれた。これらの茶園は2000本の茶樹を保有していると報告しており、丘の気候と土壌が茶の栽培と製造に適しているとのことで専門家としてロバート・フォーチュンが派遣された。母変種とアッサム変種の両方を栽培できたが、高地には母変種のほうがより適していた。アッサム変種よりも母変種の方が寒冷と乾燥に対する耐性が高いためである。最初にダージリンに商業的な茶園が設立されたのは1856年のことであった。1866年には39園にまで増えていたが、その中にはこの地域で初めて萎凋・発酵を行う工場を併設したマカイバリ農園も含まれる。これらの工程はカルカッタからイギリスまで数か月かかる輸送に耐えるようにするためには必要不可欠である。近隣のドアーズやテライでアッサム変種の栽培が成功したことからインフラへの投資が活発化し、それがダージリン高原まで波及したため、ダージリンの茶園への機械や物資の供給も容易になっていった。ダージリンの人口は1830年代には100人以下であったが、100を超える茶園が稼働していた1885年には95000人にまで増加し、ネパールやシッキムからのグルカ族やレプチャ人の移民が多数を占めるようになった。この頃には、ダージリン・ヒマラヤ鉄道に加え、蒸気船の活用とスエズ運河の開通によりヨーロッパへの茶の輸送にかかる期間は大きく短縮されていた
。
イギリス政府が東インド会社を国有化した後も、土地は茶園のオーナーに30年ごとに貸し出され、その土地のうち茶の栽培に用いられるのは4割であり、4割を自然なままに残し、2割を居住地や生産設備に充てるという慣行は維持された。1947年のインド独立後になると、イギリス人はインド人に権利を売るようになり、慣行も変化していった。1953年の茶法は茶産業をインド紅茶局による法規制の下に置くものである。茶の栽培を広げるため自然の土地を拓き、農薬や肥料を導入することで、収量は1950年から1960年の10年間で780万キログラムから1000万キログラムまで増加した。ただし、これにより土壌は不安定になった。茶産業に対する一部免除にもかかわらず、1973年の外国為替規制法（Foreign Exchange Regulations Act、FERA）により外国人が新たに茶園の権利を入手することが制限されるようになると、インド政府がダージリンの茶産業の権利のうち過半をもつようになった。その頃にはインドにとっての茶の最大の顧客はイギリスからソビエト連邦に移っており、そこではアッサム変種が好まれることに合わせて、ダージリンでもアッサム変種の植え付けが増えていった。
1990年代には再び茶の生産方針の転換があった。すなわち、ソ連の崩壊に伴いダージリンの主たる顧客が西ヨーロッパ諸国と日本に移り、また新たな茶園のマネージャーがバイオダイナミック農法を持ち込んだのである。1988年にはマカイバリ農園が茶園としてはインドで初めて有機栽培認証を受け、タムソン農園がそれに続いた。マカイバリ農園はバイオダイナミックの認証についても最も早く、1993年に取得した。その後はアンブーシャ農園も認証を受けた。ダージリンは他の紅茶生産地に対して生産量や価格面での優位性はなかった。これは地理的な制約や消費地から遠いこと、チャノキの成長の遅さ、機械化の困難さといった要因に由来する。そこで品質の高さに目が向けられた。認証制度は優れた製品を示す指標になるだけでなく、認証に向けた活動により、土地の浸食や斜面の不安定化、地力の劣化といった雨の多い丘陵地で農薬や化学肥料に頼った農業を行った際に頻発する問題への対策にも一役買った。1994には収穫量は1400万キログラムに達していたが、2010年代後半には多くの茶園が有機栽培に転換したこともあり、年の収量は平均900万キログラムにまで減少した。ダージリン・ティーの差別化を目指し、1983年にはダージリン茶協会が設立され、他国への宣伝を行うとともに、ロゴの権利を保護した。このロゴは女性の横顔と一芯二葉で摘まれた茶葉が描かれているが、様々な国で商標登録されるとともに、かつてのマドリッド協定により国際的な保護を受けた。2000年には紅茶局により輸出業者に対する新たな許可要件が制定されたが、これには製品認証やブレンドの禁止が含まれており、許可を受けることで原産地証明書の発行を受けることができるようになった。2004年には、ダージリン・ティーはインドで初めて地理的表示として登録され、世界貿易機関のTRIPS協定に基づく法的保護を受けるようになった。

## テロワール

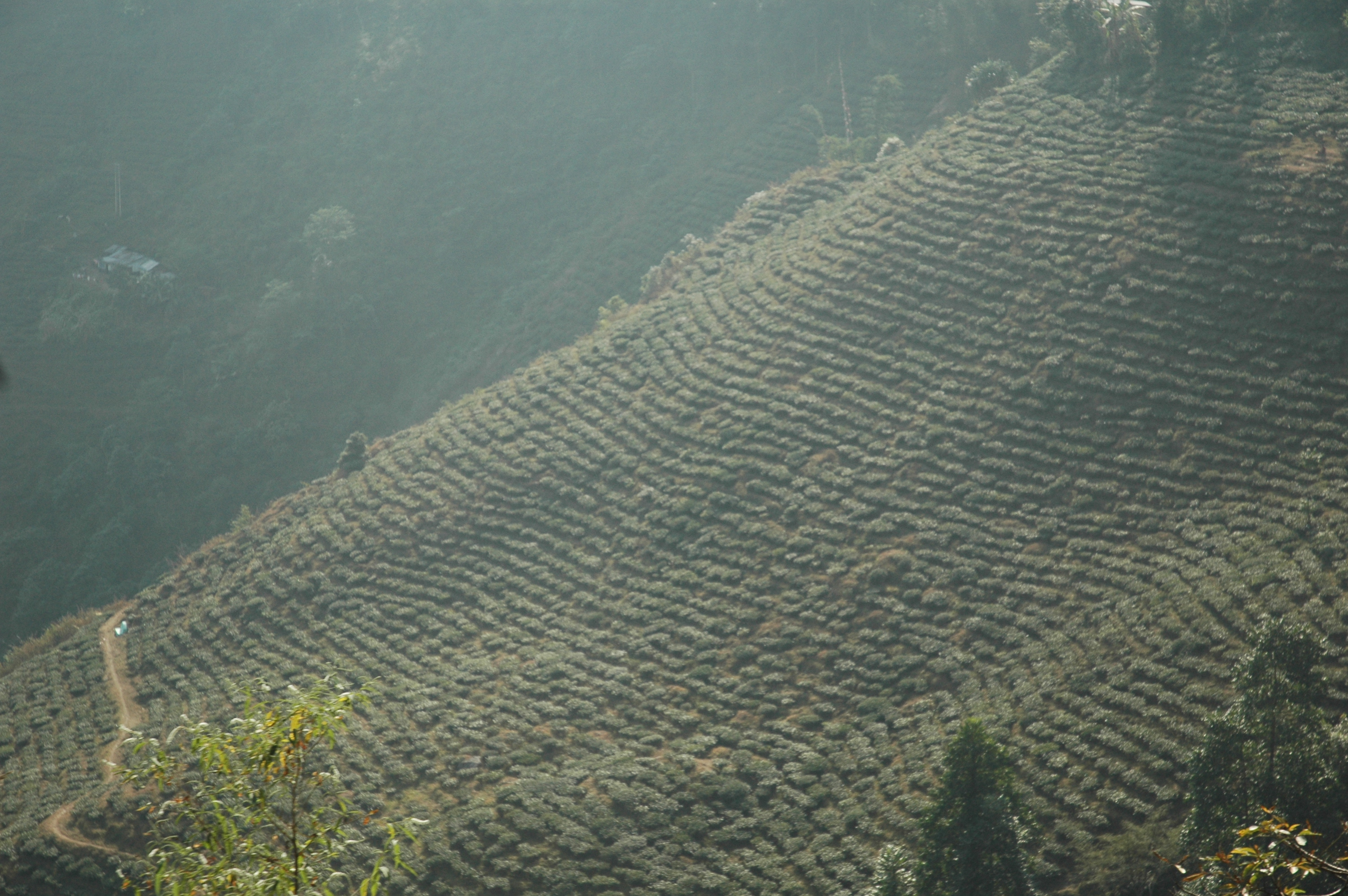
ダージリンの茶園

栽培と製茶が発展してきた歴史とも結びついているが、テロワール（栽培環境）はダージリン・ティーの個性を生み出す主要因である。ダージリン・ティーはマーケティング上「紅茶のシャンパン」とも呼ばれている。また、不当なブレンドや偽装表示と言った問題も抱えており、事実ダージリンでの生産量の5倍ほどの「ダージリン・ティー」が取引されているとされる。ネパールでは比較的近い特徴の紅茶が産出される。

### 地理・気候
ダージリン・ティーはダージリンおよびカリンポンで栽培されるが、この地域は西でネパールに接し、東にブータン、北にシッキムが隣接している。インド紅茶局はダージリン・ティーを「栽培・生産・加工・製品化までを、インド・西ベンガル州の、カリンポン県の丘陵地の中ではサダー郡、ダージリン県のなかではクルセオン郡にある茶園で行ったもの」と定義している。茶園は標高300～2100メートルのヒマラヤ山脈東部の丘陵地に位置しており、平地に茶樹が植えられていることは稀である。このようにダージリン・ヒマラヤ丘陵はベンガル湾とヒマラヤ山脈にはさまれている地理的特徴があるために、6月から9月の夏季はモンスーン気候となり、11月から2月の冬季は冷涼で乾燥した気候となる。このような気候条件では亜熱帯多雨林が発達するため、土壌は弱酸性で有機物を含んだローム質となる。斜面のため排水がよく、斜面に定着するために根を張のに必要な深さの土壌がある。標高の高い丘陵地の斜面では、冷たく乾燥した空気と暖かく湿った空気がぶつかるため、生育期には恒常的に霧や雲が発生する。このような環境がもたらす排水性、弱酸性の土壌、休眠期の存在、直射日光が遮られることは、茶樹にとっては理想的な環境である。

### 栽培
茶樹のうち、もともと植えられていたものは中国由来の母変種であるが、アッサム変種との交配によって作出された栽培品種が植えられることもある。主な栽培品種には、Bannockburn 157、Phoobsering 312、Ambari Vegetative 2等があり栄養繁殖によって繁殖される。
季節により4つの収穫期に分かれるが、それぞれが特徴を持つ。5～10日おきに手摘みで収穫され、先端の葉2枚と新芽を摘むのが一般的であるが、生育条件や仕上げる製品のタイプによっては新芽だけ、あるいは新芽と先端の葉1枚だけを摘むこともある。
春、一般には3月から5月にかけて最初に収穫される茶はファーストフラッシュと呼ばれる。セカンドフラッシュは5月から6月のヨコバイ類やハマキガ類の来襲の後に収穫されるが、これにより茶葉にマスカテルフレーバーと呼ばれる香りを与えられる。虫害により様々な化学物質が生成されるためである。ここに挙げた2つの旬は、愛好家の間で特に人気が高い。
6月から9月のモンスーンフラッシュでは、茶葉は大きいが香りは弱い。雨がちな気候のため、製茶時の萎凋と酸化がうまくいかないこともある。茶園によっては萎凋の工程が少なくて済み酸化が不要な緑茶や白茶をこの時期に生産することもある。紅茶の品質が揃いにくいのでブレンド用や国内消費向けにまわることが多い。雨季が終わると休眠期の前の最後の葉が成長するが、これはオータムナルと呼ばれる。収穫は10月から11月にかけて行われ、他の季節と比較して味わいや香が柔和である。

### 製茶
わずかな例外を除けばダージリンで生産されるのは紅茶である。各茶園がそれぞれ製茶設備を備えているため、収穫したその日から製茶を始めることができる。茶葉はまず屋内の施設に運び込まれ、そこで一昼夜以上の十分な送風乾燥が行われる。これにより、茶葉をそのままの形で揉捻したとしても、細胞が破壊されているため酸化が始まるのである。ダージリンでは他の紅茶と比べ長時間かけて萎凋を行うことが多く、ファーストフラッシュでは特にその傾向が強い。強く萎凋することで茶葉の水分の多くが失われるが、それによりポリフェノールオキシダーゼの活性を抑えられるため、茶に青々とした香りが残りやすい。茶園によっては、一部の茶の酸化を抑制することで烏龍茶を生産する場合もある。揉捻の後、酸化発酵が行われ、完了し次第加熱乾燥により水分量は約2％まで減らされる。そして、消費者の手元で抽出されるまで水分に触れないよう密封される。乾燥後の茶をグレードに応じて選別する作業はこの時点で完了しており、一部はコルカタに運ばれてオークションにかけられるが、多くの茶園では個別契約により販売を行っている。

### 淹れ方と香り・味
150ミリリットル当たり2～3グラム（ティースプーン1杯分）の茶葉を用いる。ダージリン・ティーは花や果実のような繊細な香りを堪能するために、ミルクや甘味料は入れないことが一般的である。
ダージリン・ティーで最もよく知られるマスカテルフレーバーは「麝香の香り」「マスカットのようなフルーティーな香り」などと表現される。この香りはセカンドフラッシュで顕著であり、オータムナルではそれほど明確ではない。通常の紅茶の香り成分はテアルビジンとテアフラビンであるが、化学的な分析によればダージリン・ティー特有のマスカテルフレーバーは3,7-ジメチルー1,5,7-オクタトリエン-3-オールおよび2,6-ジメチル-3,7-オクタジエン-2,6-ジオールによるものである。その他の香り成分として、リナロール、ベンジルアルコール、青葉アルコール、α-ファルネセン、ベンジルニトリル、インドール、ネロリドール、オシメンなどが含まれる。

## 茶園
インド紅茶局は87の茶園（tea estateないしはtea garden）をダージリン・ティーの生産者として認めている。それらの面積は総計で17500ヘクタールにのぼる。この茶園以外では、少量の茶が農業組合により生産されるが、製茶や品質管理の観点では優れているとはいえない。栽培面積はインド全体の3％ほどであり、生産量でいえば10,000トン程度と約1%にすぎない。高品質な茶を算出する茶園としては、例えば以下が挙げられる。
| - アリヤ - アボングローブ - バダンタム - バラスン - キャッスルトン | - グレンバーン - ゴパルダラ - ハッピーバレー - ジュンパナ - ロプチュー | - マカイバリ - マーガレッツホープ - ノーストゥクバー - オカイティ - フーセリン | - ピュグリ - プッシンビン - プッタボン - タルボ - セリンボン |

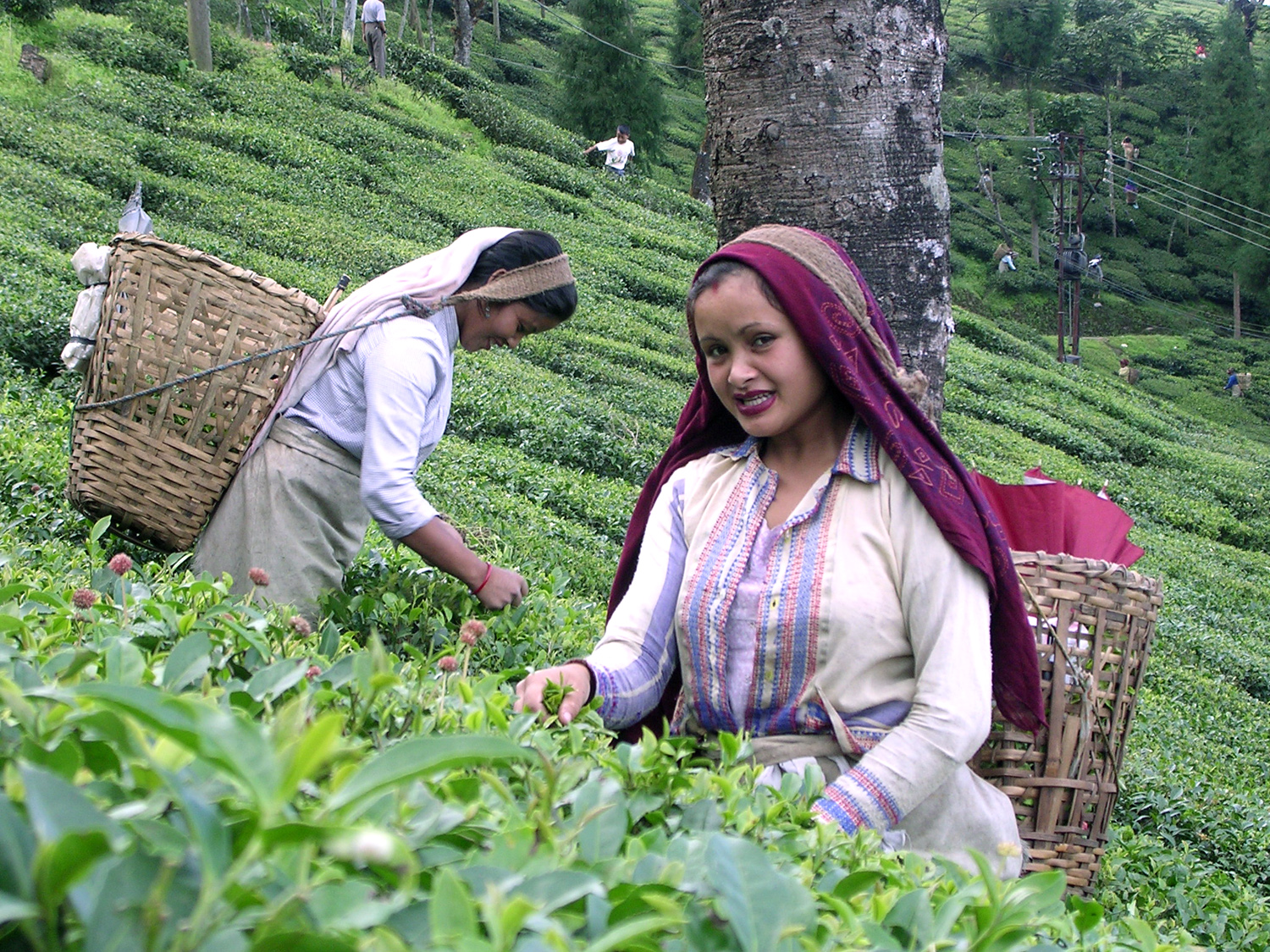
ダージリンの茶園で茶摘みをする女性

西ベンガル州土地収用法に基づき、茶園の存在する土地は西ベンガル州政府が所有しており、茶園の運営企業に30～90年のリースを行っている。州政府は土地使用や労働協約など、多方面にわたる規制・管理も行っている。インド茶協会傘下のダージリン茶協会は、茶園および輸出業者それぞれの労使が代表を務める業界団体であり、数多く存在する茶園の労働者が同じ待遇を得られるよう各々の労働組合と政府の間で共同的に交渉が行われている。
労働者の待遇は多面的である。季節ごとに臨時労働者が流入することはあるが、正規労働者は茶園の敷地内に永住し、農園労働法（Plantations Labour Act）に従い、基本給に加え住居、教育、健康およびその他の福利厚生を茶園から受けられる。これらの福利厚生が法的に定められていることもあり、国際フェアトレードラベル機構のようなフェアトレードに関する機関はフェアトレードによるプレミアムを農園の経営者に支払うことを認可している。これは労働者に直接支払われているわけではないものの、経営者はこの予算の使途をこれら福利厚生のコストに充てることが義務付けられている。ただし、研究の中にはこの取り組みが労働者の生計にとってはマイナスであることを示唆しているものもある。すなわち、福利厚生に対する経営者自身の寄与をその分減らしてしまうからである。社会的サービスをなくす代わりに給与をわずかに増やすというようなことが行われる懸念もあり、賃金交渉が複雑化する要因にもなっている。しかし、労働者は低賃金のため、給与が高い他の職業に移ることで欠勤が頻発している。歴史的に、茶園の労働力はネパールからやってくる低賃金労働者に依存してきた。結果的に、ダージリン、カリンポン、クルセオン地域の住人、あるいはその茶園で働く労働者はグルカ族で占められている。彼らの間には統一的な民族意識が芽生えており、それゆえ西ベンガルの独立も提唱されている。2017年の大規模ストライキ時のように、グルカランドの独立運動が茶園の運営に影響を与えることすらある。